# Корпен-Айке (департамент)
Департамент Корпен-Айке  (исп. Departamento de Corpen Aike) — департамент в Аргентине в составе провинции Санта-Крус.
Территория — 26350 км². Население — 11093 человек. Плотность населения — 0,40 чел./км².
Административный центр — Пуэрто-Санта-Крус.

## География
Департамент расположен на востоке провинции Санта-Крус.
Департамент граничит:
- на севере — с департаментами Рио-Чико, Магальянес
- на востоке — с Атлантическим океаном
- на юге — с департаментом Гуэр-Айке
- на западе — с департаментом Лаго-Архентино

## Административное деление
Департамент включает 2 муниципалитета:
- Пуэрто-Санта-Крус
- Команданте-Луис-Пьедрабуэна

## Важнейшие населенные пункты[3]
| № | Населённый пункт            | Населённый пункт (исп.)     | Категория | Население чел. (2010) | На карте                        |
| - | --------------------------- | --------------------------- | --------- | --------------------- | ------------------------------- |
| 1 | Команданте-Луис-Пьедрабуэна | Comandante Luis Piedrabuena | город     | 6405                  | 49°59′02″ ю. ш. 68°54′43″ з. д. |
| 2 | Пуэрто-Санта-Крус           | Puerto Santa Cruz           | город     | 4431                  | 50°01′10″ ю. ш. 68°31′24″ з. д. |